# 後藤康之 (アナウンサー)
後藤 康之（ごとう やすゆき、1980年9月23日- ）は、NHKのアナウンサー。

## 人物
千葉県千葉市出身。早稲田大学教育学部を卒業後、2003年（平成15年）4月に入局。
初任地で1度目の佐賀放送局時代に4年、大津放送局で4年、広島放送局で4年、2度目の佐賀放送局で4年それぞれ勤務して、2019年（平成31年・令和元年）8月より、東京アナウンス室で勤務。2022年4月から静岡放送局で3年勤務し、2025年4月から鳥取放送局へ異動。
身長は174㎝。
アニメオタクである。

## 現在の担当番組
- いろ★ドリ（キャスター：2025年3月31日 - ）
- 鳥取・山陰のニュース・気象情報
- やしろ荘でごにょごにょ（不定期）

## 過去の担当番組
佐賀放送局時代（1度目）（2003年度 - 2006年度）
- SP5（キャスター）
- とれたてさがん情報市（キャスター）
- 佐賀県のニュース・中継・リポート
- 民謡をたずねて - 佐賀県・嬉野町 -（1-3）（2005年6月5日 - 12日）
- 地球だい好き　環境新時代 佐賀発 白砂青松が消えてゆく（2005年11月19日）
- 生活ほっとモーニング「にっぽん体感こだわり旅」（2006年10月19日）
- 佐賀イズム『さが水の旅』（2007年5月10日）

大津放送局時代（2007年度 - 2011年7月）　
- おうみ発610（キャスター：2008年4月 - 2011年7月）
- おうみ845
- 上方演芸会 - 漫才二題 -（2008年3月7日 - 4月30日、7月23日 - 2011年3月26日、9月17日 - 10月2日）
- 産地発!たべもの一直線「滋賀  彦根市発 あゆ」（2011年7月3日）
- 生中継ふるさと一番!「陶芸の里に新風ユニーク信楽焼（しがらきやき）」（2009年10月7日）
- あさイチ（2010年5月20日） - 「旬旅10いってみたい!近江八幡」ナビゲーター
- 産地発!たべもの一直線「滋賀　米原市発ビワマス」（2010年7月4日）

広島放送局時代（2011年8月 - 2015年7月）　
- おはようちゅうごく（代理キャスター）
- お好みワイドひろしま（代理キャスター）
- ひろしまニュース845
- 広島県・中国地方のニュース
- ひるブラ（2012年3月14日、15日、2014年2月24日、25日、10月16日）
- 平成24年広島平和式典（2012年8月6日）
- あさイチ
  - 「JAPA-NAVI　広島・呉」ナビゲーター（2012年12月20日）
  - 「JAPA-NAVI　広島市」ナビゲーター（2015年4月30日）
- うまいッ!「レモンが食卓の主役に〜広島県尾道市瀬戸田町〜」（2014年12月14日）
- インタビューここから「指南します''大人のケンカ''漫画原作者　田島隆」（2015年2月11日）
- 平成27年広島平和記念式典（2015年8月6日）

佐賀放送局時代（2度目）（2015年8月 - 2019年7月）
- ニュースただいま佐賀（キャスター：2015年8月 - 2018年3月）[注釈 1]
- NHKジャーナル（2017年8月28日 - 9月1日・山田康弘のキャスター代行）
- 民謡をたずねて　佐賀県鹿島市（1-3）（2019年2月2日、2月9日、2月16日）
- ラジオ深夜便『ラジオ文芸館』（2019年5月13日）

東京アナウンス室時代（2019年8月 - 2021年度）　
- 首都圏ネットワーク　リポーター・ニュースリーダー（2019年8月8日 - 2021年4月）
- ニュース・気象情報・リポート（主に関東甲信越ローカル）
- 千葉県のニュース（2019年9月・台風15号のライフライン関連）
- おはようかがわ （2019年12月4日 - 6日・応援要員）
- 2020消防出初め式 （司会・2020年1月6日）
- 首都圏ニュース845（2020年7月8日）[注釈 2]
- 今日は一日“アイマス”三昧（2020年11月23日）
- 徳井青空のあにげっちゅ今日からオタ活けんとくん・しょうくん・のづくんこれ言って!（2020年11月29日）
- BSニュース4K  キャスター（不定期）
- 土曜スタジオパーク（司会）（2021年4月3日 - 2022年4月2日）
- NHKニュースおはよう日本（リポーター：2021年5月10日 - 2022年3月）
- ニュース645（不定期）
- ニュース・気象情報（不定期）
- ラジオニュース（不定期）
- 発掘!ラジオアーカイブス（司会）（2020年4月25日 - 2022年3月12日）

静岡放送局時代（2022年度 - 2024年度）
- NHKニュース たっぷり静岡（キャスター：2022年4月4日 - 2025年3月21日）（片平和宏と隔週で担当）
- マイあさ!（5 - 8時台 関根太朗のニュースリーダー代理 不定期）10時30分、11時のニュースも兼務
- 静岡県のニュース・中継・リポート
- おはよう静岡（不定期）[5]
- ニュースしずおか645（不定期）
- ニュースしずおか845（不定期）

鳥取放送局時代（2025年度 - ）